# Kachche Dhaage
Kachche Dhaage est un film indien de Bollywood réalisé par Milan Luthria sorti le 19 février 1999.
Le film met en vedette Ajay Devgan, Saif Ali Khan et Manisha Koirala et fut un succès aux box-offices.

## Fiche technique
- Date de sortie : 19 février 1999
- Durée : 142 min
- Genre : action
- Maison de production : Tips Industries Pvt. Ltd.
- Réalisateur : Milan Luthria
- Producteurs : Ramesh S. Taurani et Kumar S. Taurani
- Musique : Nusrat Fateh Ali Khan
- Paroles : Anand Bakshi
- Scénario : Anjum Rajabali
- Dialogues : Milan Luthria et Sanjay Chhel[1]

## Distribution
- Ajay Devgan : Aftab
- Saif Ali Khan : Jai
- Manisha Koirala : Rukhsana
- Namrata Shirodkar : Ragini
- Govind Namdeo : Vaikunth
- Maya Alagh : Mariam
- Sadashiv Amrapurkar : Jadeja, officier du CBI
- Vineet Kumar : Bhagta
- Mahavir Shah : Avocat[1]

## Box-office
- Budget : 100 000 000 Roupies
- Box-office Inde : 277 300 000 Roupies[1].